# Yushania straminea
Yushania straminea är en gräsart som beskrevs av Tong Pei Yi. Yushania straminea ingår i släktet yushanior, och familjen gräs. Inga underarter finns listade i Catalogue of Life.